# Andreas Aguilar
Andreas Aguilar (* 26. Januar 1962 in Barcelona) ist ein ehemaliger deutscher Kunstturner. 

## Werdegang
Aguilars Mutter ist Deutsche, sein Vater stammt von den Philippinen und war als Kunstmaler tätig. Ab dem zweiten Lebensjahr wuchs Andreas Aguilar auf den Philippinen auf, im Alter von sieben Jahren kam er nach Deutschland, lebte in Hannover. Erst mit 14 Jahren begann er mit dem Leistungstraining im Kunstturnen. Entdeckt und gefördert wurde Aguilar von Trainer Rudi Kratochwille.
Insgesamt gewann das Mitglied des TK Hannover sechs Deutsche Meistertitel (1982, 1983, 1985, 1985, 1989 an den Ringen, 1987 im Mehrkampf). Bei den Olympischen Spielen 1988 in Seoul belegte er mit der deutschen Riege den zwölften Platz, als Neunter des Vorkampfs verpasste er knapp die Finalteilnahme an den Ringen. 1988 und 1989 wurde Aguilar bei den Europameisterschaften im Ringeturnen jeweils Dritter. Sein größter sportlicher Erfolg war der Gewinn bei den Weltmeisterschaften im Ringeturnen im Jahre 1989 in Stuttgart. Der Sieg war umstritten, Aguilar gewann knapp vor Andreas Wecker aus der Deutschen Demokratischen Republik (DDR). Der Leiter der DDR-Delegation sprach von Betrug. In den Jahren vor seinem WM-Titel setzten Aguilar schwere Verletzungen zu, darunter zwei Kahnbeinbrüche, ein Sehnenriss im Oberarm sowie mehrere Bänderrisse in beiden Füßen.
Der 1,65 Meter große Aguilar beendete seine sportliche Karriere nach einer Verletzung bei den Europameisterschaften 1990. 
Er ist Träger des Silbernen Lorbeerblatts. Nach dem Ende seiner Sportlerlaufbahn arbeitete er als Grafiker und Illustrator, wurde dann Geschäftsführer einer in Hannover ansässigen Werbeagentur. Im Mai 2010 wurde Aguilar Vorsitzender des in der Bundesliga antretenden Niedersächsischen Turn-Teams (NTT). Seine Ehefrau Heidi Bieg war ebenfalls Leistungsturnerin, später machte sie sich als Regisseurin der Veranstaltung Feuerwerk der Turnkunst einen Namen, zu dessen Ensemble auch die gemeinsame Tochter Felice Maria stieß. Andreas Aguilar war bis 2005 Moderator des Feuerwerks der Turnkunst.